# Quyền LGBT ở Singapore
Quyền đồng tính nữ, đồng tính nam, song tính và chuyển giới (tiếng Anh: lesbian, gay, bisexual and transgender; tiếng Malay: lesbian, gay, biseksual, dan transeksual; tiếng Trung Quốc: 女同性戀者、男同性戀者、雙性戀者 與 跨性別者; tiếng Tamil: லெஸ்பியன், கே, இருபால் மற்றும் திருநங்கை) ở Singapore phải đối mặt với những thách thức mà những người không phải LGBT phải đối mặt. Hoạt động tình dục đồng giới là bất hợp pháp (ngay cả khi có sự đồng thuận và cam kết riêng tư) và Tổng chưởng lý đã tuyên bố rằng các vụ truy tố theo Singapore Mục 377A thỉnh thoảng vẫn xảy ra. Mối quan hệ đồng giới không được công nhận theo luật và việc nhận con nuôi của các cặp đồng giới là bất hợp pháp. Không có biện pháp bảo vệ chống phân biệt đối xử đối với người LGBT.
Xã hội Singapore thường được coi là bảo thủ. Các quan chức chính phủ thỉnh thoảng đàn áp tự do và nhân quyền cho người LGBT. Mặc dù vậy, sự kiện LGBT đã diễn ra hàng năm kể từ năm 2009, với lượng người tham dự ngày càng tăng. Theo xu hướng trên toàn thế giới, thái độ đối với các thành viên của cộng đồng LGBT đang dần phát triển và trở nên dễ chấp nhận và khoan dung hơn, đặc biệt là trong giới trẻ.

## Tính hợp pháp của hoạt động tình dục đồng giới
Trước đây, luật pháp Singapore được thừa hưởng từ Đế quốc Anh đã cấm việc cắt xén bất kể giới tính. Như vậy, quan hệ tình dục qua đường hậu môn hoặc quan hệ tình dục khác giới và đồng tính luyến ái là bất hợp pháp. Năm 2007, hoạt động tình dục như vậy đã được hợp pháp hóa cho người dị tính và đồng tính nữ, nhưng không dành cho người đồng tính nam. Hình phạt là hai năm tù giam và Tổng chưởng lý Lucien Wong đã tuyên bố rằng anh ta vẫn có quyền pháp lý để truy tố ai đó theo Mục 377A của Singapore. Tuy nhiên, ông cũng nói rằng công tố viên công cộng không theo đuổi các trường hợp giữa người lớn đồng ý và ở những nơi riêng tư vì nó không phải là lợi ích công cộng. Mục 377A có thể được sử dụng để truy tố nếu các báo cáo được nộp với cảnh sát, đặc biệt là liên quan đến trẻ vị thành niên.

### Điều lệ
Sau khi xem xét Bộ luật Hình sự đầy đủ vào năm 2007, quan hệ tình dục bằng miệng và hậu môn đã được hợp pháp hóa cho người dị tính và đồng tính nữ. Những thay đổi có nghĩa là quan hệ tình dục bằng miệng và hậu môn giữa những người đồng tính nam và người đồng tính nữ đồng ý không còn phạm tội nữa. Tuy nhiên, Mục 377A, liên quan đến sự thiếu đứng đắn giữa những người đàn ông đồng ý, vẫn còn hiệu lực.

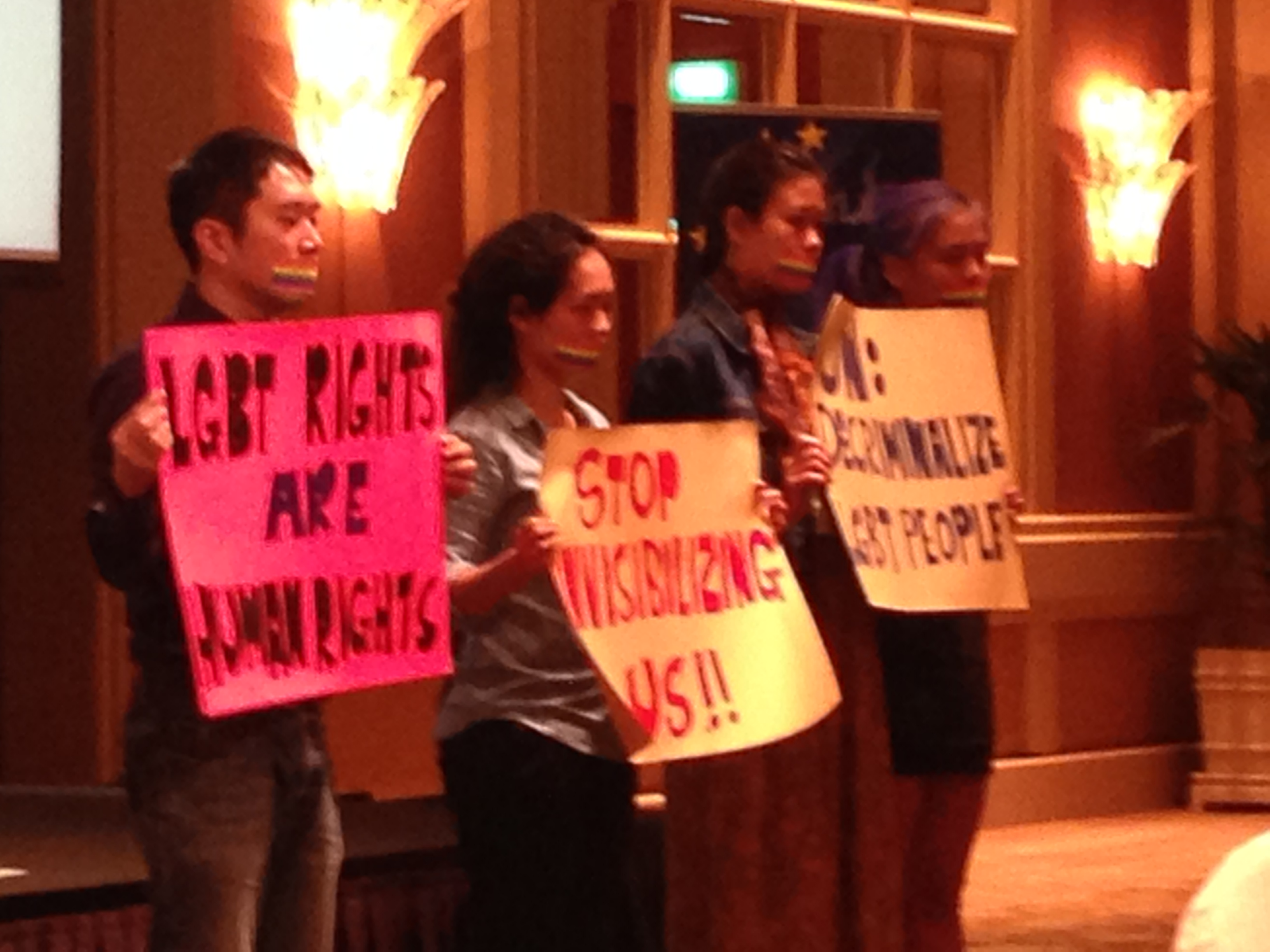
Những người biểu tình đòi quyền LGBT tại một hội thảo Ngày nhân quyền do Phái đoàn Liên minh châu Âu tổ chức tại Singapore vào tháng 12 năm 2014

Trong bài phát biểu kết luận về cuộc tranh luận về việc bãi bỏ một phần Mục 377A, Thủ tướng Lee Hsien Loong đã nói với các nghị sĩ trước cuộc bỏ phiếu rằng "Singapore về cơ bản là một xã hội bảo thủ... Gia đình là khối xây dựng cơ bản của xã hội này. Và bởi gia đình ở Singapore, chúng tôi có nghĩa là một người đàn ông, một phụ nữ, kết hôn, có con và nuôi dạy con cái trong khuôn khổ của một đơn vị gia đình ổn định."

Mục 377A ("Phẫn nộ về sự đàng hoàng")

Mục 377A tuyên bố rằng: "Bất kỳ người đàn ông nào, ở nơi công cộng hoặc tư nhân, cam kết hoặc hủy bỏ ủy ban, hoặc mua sắm hoặc cố gắng mua hoa hồng bởi bất kỳ người đàn ông nào, bất kỳ hành vi thiếu đứng đắn nào với người đàn ông khác, sẽ bị phạt tù với một thời hạn có thể kéo dài đến 2 năm."
Mục 377A vẫn được thi hành lẻ tẻ. Từ năm 2007 đến 2013, chín người đã bị kết án theo điều khoản 377A.
Các phần khác của tiềm năng Bộ luật hình sự liên quan đến người LGBT Singapore bao gồm;

Mục 354 của Bộ luật Hình sự ("Sự phẫn nộ của sự khiêm tốn")

Mục 354 quy định rằng nếu bất kỳ người nào sử dụng vũ lực hình sự đối với bất kỳ người nào có ý định xúc phạm hoặc biết điều đó có khả năng gây phẫn nộ, khiêm tốn của người đó, anh ta sẽ bị phạt tù tối đa 2 năm hoặc phạt tiền hoặc với việc đóng hộp, hoặc với bất kỳ 2 hình phạt nào như vậy. Mục 354 yêu cầu cảnh sát hoặc ai đó được chạm vào. Tuy nhiên, nếu không có liên hệ vật lý nào được thực hiện, hành vi đồng tính luyến ái cũng có thể bị buộc tội theo Mục 294A (xem bên dưới).

Mục 294A của Bộ luật hình sự

Nếu nạn nhân của một hoạt động bẫy bị sử dụng một cử chỉ tượng trưng để báo hiệu ý định có hoạt động tình dục với người giải mã cảnh sát, anh ta có thể bị xét xử theo Mục 294A của Bộ luật Hình sự, bao gồm việc thực hiện bất kỳ hành vi tục tĩu nào ở bất kỳ nơi công cộng nào để gây phiền nhiễu của những người khác (có thể bị phạt tù tối đa 3 tháng, phạt tiền hoặc cả hai). Từ năm 1990 đến 1994, có 6 trường hợp hành vi tục tĩu được đưa ra trước tòa án trong bối cảnh này. Các bị cáo đã bị phạt từ 200 đến 800 đô la.

Đạo luật về tội phạm khác (Trật tự công cộng và Phiền toái)

Cảnh sát có thể sử dụng phần 19 (trưng cầu ở nơi công cộng) của Đạo luật Các tội phạm khác (Trật tự công cộng và Phiền toái), trong đó bao gồm cả mại dâm và mời chào "cho bất kỳ mục đích vô đạo đức nào khác". Hành vi phạm tội này bị phạt tới 1.000 đô la, tăng gấp đôi sau khi bị kết án, bao gồm cả thời hạn tù không quá 6 tháng.
Theo tài liệu của Đại học Quốc gia Singapore nhà xã hội học Laurence Leong Wai Teng, từ năm 1990 đến năm 1994, có 11 trường hợp đồng tính nam bị buộc tội trưng cầu. Họ đã bị phạt từ 200 đến 500 đô la. Tuy nhiên, một tìm kiếm Lawnet cho thấy không có trường hợp nào được báo cáo về những người bị buộc tội theo mục 19. Tuy nhiên, điều này không có nghĩa là không có ai bị buộc tội. Họ có thể đã nhận tội và tránh xét xử, dẫn đến việc không có án lệ.

### Nỗ lực hợp pháp hóa
Vào ngày 29 tháng 10 năm 2014, một phán quyết Tòa án tối cao Singapore đã duy trì lệnh cấm của đất nước đối với quan hệ đồng giới giữa những người đàn ông trưởng thành đồng ý. Tòa án Tối cao cho rằng Mục 377A của Bộ luật Hình sự Singapore, tội hình sự thân mật tình dục giữa nam giới, không vi phạm các điều 9 và 12 của Hiến pháp Singapore. Những bài viết này đảm bảo quyền sống và quyền tự do cá nhân, và quy định rằng tất cả mọi người đều có quyền được bảo vệ bình đẳng trước pháp luật. Luật sư của người nộp đơn lập luận rằng Mục 377A hình sự hóa một nhóm người vì một thuộc tính bẩm sinh, mặc dù tòa án kết luận rằng "hiện tại, không có kết luận chắc chắn" về "sự bất biến được cho là" của đồng tính luyến ái. Tòa án cũng giữ nguyên các luật khác nhau liên quan đến hoạt động tình dục đồng giới nam và nữ vì hành vi đồng tính luyến ái nữ "ít phổ biến hơn hoặc được coi là ít bắt bẻ hơn so với hành vi đồng tính luyến ái nam." Tòa án cuối cùng cho rằng cải cách luật pháp cho phép quan hệ tình dục đồng giới tư nhân là một câu hỏi để Quốc hội Singapore giải quyết.
Trước đây, vào năm 2012, một phán quyết của tòa án cấp thấp đã phát hiện ra rằng Mục 377A vì nó liên quan đến việc bắt giữ nam giới vì hành vi tình dục riêng tư và đồng thuận "được cho là vi phạm điều 12, mặc dù phán quyết của tòa án không đi vào thành tích của vụ án. trên cơ sở kỹ thuật.
Các nhà hoạt động nhân quyền đã kêu gọi và thúc đẩy bãi bỏ Đoạn 377A, cho rằng nó xâm phạm quyền riêng tư, quyền sống và quyền tự do cá nhân, hai bên sau được bảo vệ theo hiến pháp.
Vào tháng 9 năm 2018, sau khi bãi bỏ cao cấp Mục 377 Bộ luật Hình sự Ấn Độ của Tòa án Tối cao, một DJ Singapore đã đệ đơn kiện lên tòa án lập luận rằng Mục 377A của Singapore là "vi phạm phẩm giá con người". Đoạn 377 và Đoạn 377A hoàn toàn giống nhau, vì cả hai đều được Đế quốc Anh đặt ra, làm tăng hy vọng ở Singapore rằng luật phân biệt đối xử cũng sẽ bị đánh sập. Tòa án tối cao Singapore đã cho người khởi kiện đến ngày 20 tháng 11 để đệ trình các lập luận của mình. Phiên điều trần được tổ chức vào ngày 18 tháng 2. Nhà ngoại giao Tommy Koh đã kêu gọi các thành viên của cộng đồng LGBT thách thức luật pháp.

## Điều kiện sống
Bất chấp các điều kiện pháp lý ở nước này, đại diện chính phủ Singapore trước đây đã phát biểu về các điều kiện mà các công dân LGBT phải đối mặt tại một ủy ban chống phân biệt đối xử Liên Hợp Quốc; "Những người đồng tính được tự do sống và theo đuổi các hoạt động xã hội của họ. Các nhóm đồng tính đã tổ chức các cuộc thảo luận công khai và các trang web được công bố, và có các bộ phim và vở kịch về các chủ đề đồng tính và các câu lạc bộ và câu lạc bộ đồng tính ở Singapore."

### Phương tiện truyền thông
Cơ quan phát triển truyền thông Singapore nghiêm cấm "quảng bá hoặc tôn vinh lối sống đồng tính luyến ái" trên truyền hình và đài phát thanh. Điều này có nghĩa là trong số những thứ khác mà quảng cáo nhắm vào cộng đồng LGBT, chẳng hạn như những quảng cáo về HIV/AIDS, không được phép phát sóng.

### Dư luận
Một cuộc thăm dò năm 2005 của Đại học Công nghệ Nanyang cho thấy 69% người Singapore nhìn nhận đồng tính luyến ái một cách tiêu cực, trong khi 23% tích cực. Trong năm 2010, những con số này đã thay đổi thành 64,5% tiêu cực và 25% tích cực.
Theo cuộc thăm dò năm 2013, khoảng 75% người Singapore phản đối hôn nhân đồng giới.
Một cuộc thăm dò ý kiến năm 2018 cho thấy 55% người Singapore tin rằng người đồng tính nam không nên có quyền riêng tư. Mặt khác, một phần ba người Singapore tuyên bố họ chấp nhận các mối quan hệ đồng tính và nhân quyền hơn năm năm trước.
Năm 2019, một cuộc thăm dò do YouGov thực hiện với 1.033 người được hỏi cho thấy khoảng một phần ba (34%) người Singapore ủng hộ quan hệ đối tác đồng giới, trong khi 43% phản đối việc hợp pháp hóa của họ và 23% còn lại là không chắc chắn. Sự hỗ trợ đáng chú ý hơn trong số những người được hỏi trẻ tuổi: 50% người trong độ tuổi từ 18 đến 34 được hỗ trợ trong quan hệ đối tác dân sự và 20% phản đối. Ngược lại, chỉ có 22% những người từ 55 tuổi trở lên được hỗ trợ. 41% người có bằng đại học đồng ý với việc hợp pháp hóa quan hệ đối tác đồng giới, trong khi chỉ có 26% số người được hỏi không có bằng đại học được ủng hộ. Trong số những người tự coi mình là "rất nhiều" tôn giáo, chỉ có 23% ủng hộ quan hệ đối tác dân sự. 51% những người tự coi mình "hoàn toàn không" tôn giáo bày tỏ sự ủng hộ. Ngoài những người không tôn giáo, hỗ trợ đa số cho quan hệ đối tác đồng giới cũng được tìm thấy ở những người được hỏi xác định là LGBT (71% so với 22%) và những người biết một người có mối quan hệ đồng giới (52% so với 33%).
Một cuộc thăm dò năm 2019 được thực hiện bởi Viện nghiên cứu chính sách cho thấy sự phản đối hôn nhân đồng giới ở Singapore đã giảm xuống 60%, giảm từ 74% vào năm 2013. cuộc thăm dò cũng cho thấy gần sáu trong mười người Singapore trong độ tuổi từ 18 đến 25 tin rằng hôn nhân đồng giới là không sai.

### Pink Dot
Trong những năm gần đây, đám đông kỷ lục khoảng 28.000 người đã tham dự cuộc biểu tình vì quyền đồng tính hàng năm của Singapore, Pink Dot SG, với sự nghiêng về phía nhân khẩu học trẻ.

## Bảng tóm tắt
| Hoạt động tình dục đồng giới hợp pháp                                                                                       | (Hình phạt: Lên đến 2 năm tù, đánh roi và phạt tiền)                |
| Độ tuổi đồng ý | No                                                                  |
| Luật chống phân biệt đối xử chỉ trong việc làm                                                                              | No                                                                  |
| Luật chống phân biệt đối xử trong việc cung cấp hàng hóa và dịch vụ                                                         | No                                                                  |
| Luật chống phân biệt đối xử trong tất cả các lĩnh vực khác (bao gồm phân biệt đối xử gián tiếp, ngôn từ kích động thù địch) | No                                                                  |
| Hôn nhân đồng giới | No                                                                  |
| Công nhận các cặp đồng giới                                                                                                 | No                                                                  |
| Con nuôi của các cặp vợ chồng đồng giới                                                                                     | No                                                                  |
| Con nuôi chung của các cặp đồng giới                                                                                        | No                                                                  |
| Người đồng tính nam, đồng tính nữ và song tính được phép phục vụ trong quân đội                                             | / (Chỉ những vị trí giới hạn)                                       |
| Quyền thay đổi giới tính hợp pháp                                                                                           | No                                                                  |
| Truy cập IVF cho đồng tính nữ                                                                                               | No                                                                  |
| Mang thai hộ thương mại cho các cặp đồng tính nam                                                                           | (Bất hợp pháp cho tất cả các cặp vợ chồng bất kể xu hướng tình dục) |
| NQHN được phép hiến máu | No                                                                  |